# Центрально-Белорусский массив
Центрально-белорусский массив — наиболее возвышенная часть Белорусской антеклизы на востоке Гродненской и западе Минской областей, где кристаллический фундамент местами выходит на подантропогенную поверхность.
Ограничен на северо-востоке Налибоцким, на юге — Свислацким и Ляховицким разломами и серией северных прибортовых разломов Припятского прогиба, на западе — изогипсой поверхности фундамента −200 м. Имеет форму клина, вытянутого с запада на восток по линии Гродно—Копыль, длина 230 км, ширина основы 160 км.
Поверхность кристаллического фундамента в центральной и восточной частях приподнята на Бобовнянском выступе, на северных и западных склонах опущена до −200 м. Представляет собой систему блочных поднятий, составленную из Мостовско-Дятловского блока с более мелкими выступами и Бобовнянского выступа.
Платформенный чехол сложен из фрагментов волынской и валдайской серий венда, которые залегают преимущественно на северных и южных склонах и в низменностях между блоками в центральной части, а также меловыми, палеогеновыми, неогеновыми и антропогеновыми отложениями. На востоке в нижней части чехла сохранились фрагменты полесской серии средне-верхнего рифея. Меловые и антропогеновые отложения залегают сплошным покровом. В центральной и западной части (Мостовско-Дятловский блок) фундамент перекрывается меловыми отложениями, которые наиболее распространены в восточной части (Бобовнянский выступ), и местами, в центральной части — антропогеновыми.
По времени формирования Центральнобелорусский массив как часть Белорусской антеклизы, — структура наиболее древнего вендского заложения. Как самостоятельный выступление в составе Балтийского щита она существовала в волынский время. На каледонском этапе в связи с прогибанием Балтийской синеклизы, Подлясско-Брестской впадины и Мазовецко-Люблинского прогиба Центральнобелорусский массив окончательно особобился и образовал ядро Белорусской антеклизы.